# پیش‌دانی علمی در متون مقدس
اعتقاد به پیش دانی علمی در متون مقدس این باور است که متون مقدس خاصی، آگاهی ای از جهان طبیعی (پیش دانی یا علم غیب) که بعدها توسط تکنولوژی و علم کشف می‌شود را، مستند کرده‌اند. این اعتقاد شامل این باور است که متون مقدس آگاهی بالاتری از جهان طبیعی می‌دهند، مانند دیدگاه‌هایی که برخی از یهودیان ارتدوکس در مورد کتاب مقدس عبری (تنخ)، برخی از مسلمانان در مورد قرآن، برخی از مسیحیان در مورد کتاب مقدس مسیحی و هندوهای خاصی در مورد نوشته‌های هندو دارند. منتقدان اعلام کرده‌اند برخی از این تلاش‌ها نمونه‌هایی از جهت‌گیری تأییدی هستند.
نص‌گرایی کتب مقدس (به انگلیسی: Scriptural literalism) - به‌طور مشخص آفرینش‌گرایی و بعضی از اشکال باستان‌شناسی انجیلی - یک ایدئولوژی مرتبط است، اما دقیقاً فرایند آن معکوس است، یعنی هم‌راستاکردن مشاهدات علمی با خوانش کتب مقدس است، نه هم‌راستاسازی خوانش کتب مقدس با مشاهدات علمی.

## انجیل

### تاریخچه و طرفداری
ویلیام هاروی پزشک دکتری که در قرن ۱۷ام میلادی دستگاه گردش خون کامل را کشف کرد اعتقاد داشت این کشف اثباتی است بر پیش دانی (علم غیب) انجیل. در کار ۱۶۲۸ میلادی او تحت عنوان De motu cordis [یا تمارینی تشریحی (یا کالبدشناختی) بر حرکت قلب و خون در موجودات زنده]، ادعایش را در On Generation با این بیان پشتیبانی کرد: «حیات، در نتیجه، در خون مستقر است (همان طور که ما در نوشته‌های مقدسمان مطلع شده‌ایم)،» که اشاره دارد به Leviticus 17:11,14 (سفر لاویان).

## قرآن
مسلمانان اعتقاد دارند که قرآن عین کلام خداوند است همان گونه که به پیامبر محمد از طریق فرشته بزرگ جبرئیل وحی شده‌است.

## نقد
منتقدان به علم غیب و پیش دانی‌های علمی نوشته‌های مقدس، ذکر می‌کنند که بخش‌هایی از متون مقدس مختلف ممکن است به سادگی صرفاً شامل مشاهداتی باشند راجع به دیدگاه‌ها و جنبه‌های فناوری روزگار. دانش مهندسی و علمی در فرهنگ‌های نخستینی مستند شده‌اند، که ادعای هیچ هدایت الهی ای را نداشته‌اند.